# バンジョーとカズーイの大冒険2
『バンジョーとカズーイの大冒険2』（バンジョーとカズーイのだいぼうけんツー、原題：Banjo-Tooie）は、レア（現・Xbox Game Studios）が開発、任天堂が販売したNINTENDO 64用アクションゲームである。

## 概要
英語での原題は Banjo-Tooie だが、日本ではこの名称に変更されて発売された。当時としては珍しいドルビーサラウンドを搭載し、ワイド表示（スクイーズ）にも対応していた。
2009年にはマイクロソフトよりXbox 360のXbox Live Arcade対応ソフトとしてネットワーク配信・販売が開始された。
2015年8月6日にはXbox Oneのオムニバスソフト『Rare Replay』に収録された。
2024年10月25日には『NINTENDO 64 Nintendo Classics』の収録ソフトのひとつとして配信が開始された。

## ストーリー
前作『バンジョーとカズーイの大冒険』にて、バンジョーとカズーイは宿敵・グランチルダと戦い、大岩に生き埋めにする形で倒してから2年が過ぎた。
グランチルダを封印している大岩は、部下であるクランゴがどかそうとしていたが、2年の歳月をかけても動かなかった。
一方バンジョーとカズーイは、クルクルやまのふもとの自宅でボトルズおよびマンボを相手に、トランプを使った賭博を行っていた。ゲーム展開が不利になったバンジョーとカズーイだが、カズーイはマンボとボトルズを「グランチルダが帰ってきた」と騙し、気をそらしてチップを盗んだ。
その直後、突然大きな地震が発生し、巨大なドリルマシンがクルクルやまのふもとの壁から現れた。マシンの中から2人の魔女・ミンジェラとブラウベルダが降りてくる。彼女達は姉であるグランチルダを助けるためにやってきたのだ。
先ほどの地震に不安を覚えたバンジョーたちだが、マンボが様子を見に行く。そこで見た光景は、2年間動かなかった大岩がミンジェラとブラウベルダの魔法で破壊される光景だった。そして、出てきたのは、骨だけになりながらも生きながらえていたグランチルダだった。
カズーイの嘘が本当となったグランチルダの復活——これを知らせるためマンボはバンジョーの自宅へ戻るのだが、ミンジェラに気付かれたことで、復讐に燃えるグランチルダから追われることになる。マンボはどうにかバンジョーの自宅へ戻り、グランチルダが今まさに魔法で攻撃してくることを知らせ、みんなを避難させようとするが、ボトルズは先ほどカズーイの嘘に騙されていた為、また騙されると思い込み、避難しようとしなかった。その直後、ボトルズを残したまま、本当にグランチルダの魔法がバンジョーの自宅を貫いてしまう。その後、グランチルダ達はドリルマシンに乗って出てきたトンネルへと消えていってしまった。
翌朝、無事だったバンジョー逹は壊された自宅の前に戻ってきたが、ボトルズの姿が見えない。すると自宅の中から真っ黒焦げになったボトルズがふらふらになりながら出てきて、その場で力尽きてしまった。バンジョーとカズーイはマンボと共に、ボトルズの敵討ちをするためグランチルダ逹を追いかける冒険に出発する。

## 登場キャラクター

### 主要キャラクター
前作からの主要キャラクターについては『バンジョーとカズーイの大冒険』の項目も参照。
バンジョー (Banjo)
主人公の1人。クマ。黄色い半ズボンにサメの歯のネックレスを首にかけている。青いリュックを背負っており、前作ではカズーイがずっと中にいたが、本作ではバンジョー単独行動の際はリュックを使ったアクションを行う。温厚な性格で正義感も強い。本作では2年経って成長したため声変わりしたようであり、少し声が低くなった。グランチルダを追って再び冒険する。また、やられた時の声も低くなっているほか、UFOライドでジェットコースターのように駆け下りるかジャンプ台の緑を使って飛ぶ時は一時的に声が高くなる場面もある。
カズーイ (Kazooie)
主人公の1人。鳥。バンジョーの相棒で、メスの鳥で相変わらず口が悪い。前作ではずっとバンジョーのリュックに入っていたが、本作では単独行動もできるようになる。
マンボ・ジャンボ (Mumbo Jumbo)
ガイコツ頭のまじない師。この2年間は魔法医科大学に在籍していた。本作ではグローボを渡せば一時的に交代してステージ間だけ操作ができるようになり、魔法（マンボマジック）を使ってバンジョー達を助けるが、ステージの外に出る事はできない。また、体力の最大値は「バンジョー&カズーイの状態−1」となる。前作ではゲームオーバー時にグランチルダに肩入れしたりとどっちつかずの立場を取っていたが、グランチルダがバンジョーの家を襲ったのを期に全面的にバンジョー達のバックアップをするようになった。前作と比べて顔が丸くなっているが、本作ではマンボに変装したロボット「ミンジージョンゴ」というボスも登場する。ウンバと互いの仲が悪いため、彼らがウンバのテントに入ると「マンボ、おことわりネ。すぐにでていかないと、イタいめに遭うネ！」（もしくはプールに入ると「マンボ、プールはいるな！いいネ！」）と言われてしまう（テント内にワープパッドがある場合も同様にワープ不可能）。また、マルチプレイヤーモードの『タワー DE クイズ』では対決に敗れるとオモリに潰されるシーンが見られる。
ボトルズ (Bottles)
モグラ。オープニングでグランチルダの魔法に巻き込まれバンジョー家の外で死亡し幽霊になってしまった。その状態でも、前作で習った全てのアクションを復習させてもらえる。終盤でバンジョーが作動させたビッグブラスターで蘇生する。
ジャムジャー (Jamjars)
ボトルズの兄で、モグラ軍隊の隊長。初登場時にカズーイから弟の死を知らされ、亡き弟に代わってバンジョー達に技を教える。カズーイに負けず劣らず口が悪い。モグラヅカに入っていたボトルズに対し、彼はハッチに入っている。バンジョーを「クマコウ」、カズーイを「ヤキトリ」と呼ぶ。前作と違い、アクションを教わるには一定のオンプが必要である。アクションを教えた後は中に入って戻るが、たまにドアをぶつかって帽子が落ちる場合もある。また、マルチプレイヤーモードの『タワー DE クイズ』では対決に敗れるとオモリに潰されるシーンが見られる。
フンバ・ウンバ (Humba Wumba)
女性のまじない師。このゲームでは数少ない人間キャラである。一人称は「ミー」、「ウンバ」で語尾に「 - ネ」を付ける。前作のマンボ同様、バンジョーたちを何らかの姿に変身させる。変身するにはグローボを渡す必要がある。マンボとはいわば同業者でありライバル。このため互いの仲が悪く、マンボがウンバのテントに入ると「マンボ、おことわりネ。すぐにでていかないと、イタいめに遭うネ！」（もしくはマンボがプールに入ると「マンボ、プールはいるな！いいネ！」）と言う（テント内にワープパッドがある場合も同様にワープ不可能）。また、マルチプレイヤーモードの『タワー DE クイズ』では対決に敗れるとオモリに潰されるシーンが見られる。
グランチルダ (Gruntilda)
バンジョーとカズーイの攻撃を受け復活した悪の魔女。2年間埋まっていた為に体が骨になっているがそれでも生きている。妹のミンジェラとブラウベルダによって助けられたが、仲はあまり良くなかったらしい。前作での特徴的な喋り方はミンジェラに直すよう強要されたため、ストーリー冒頭の一部のみでしか見られない。クイズ好きなところと、自分で主催したミニゲームをクリアされると素直にジグソーを渡したり、クイズショーでミンジェラとブラウベルダがポイントで負けた際にもルール通りに脱落させるなど、妙に律儀なところは変わらない。また復讐を行なっているにも関わらず最終局面の手前ではバンジョーらに対し「前回同様に屋上で待ってるよ」と語りかけるなど、やけにフレンドリーな面も見られた。フルネームは「グランチルダ・ウィンキーバニオン」。この名前は本人もあまり良い名前とは思っていなかったが、ラスボス戦終盤にうっかり自ら明かしてしまい、バンジョー逹にからかわれる。前回の戦いで愛用していた箒は壊れてしまったため、今回はドリルマシンに乗り、搭載されている武器に加え、自身の魔法を駆使してバンジョー達に挑むが、最後は切り札である「サイキョウでサイアクのマホウ」をドリルマシンの中に落としたため、マシンに引火して爆発に巻き込まれ、砕け散った。だが、それでも頭だけでしぶとく生きていたが、エンディングでは頭を袋詰めにされ、ボールのごとくバンジョー逹に蹴られた末、袋から目玉が飛び出た。
ミンジェラ (Mingella)
グランチルダの妹。不健康なレベルまで痩せている。常に本を持っており、姉妹の中では最も知的で、ブラウベルダと共にグランチルダの作戦の手助けを行う。表向きではグランチルダを褒めていたが、本心はグランチルダのことが嫌いだったらしい。英語版では語順を入れ替えて話すことが多い。終盤、クイズショーの対戦相手の一人としてバンジョー逹と対決するが、最後は敗れてオモリの下敷きになる。
ブラウベルダ (Blobbelda)
グランチルダの妹。帽子は被っておらずグランチルダ以上に太っている。猫を片手に持っている。ミンジェラとはあれこれ正反対で、がさつな性格をしている。か行をが行に変えて話す（例：なくなった→なぐなった）。英語版ではミンジェラ同様、語順を入れ替えて話すことが多い。クイズショーの対戦相手の一人で、ミンジェラよりも回答が遅い。ミンジェラ同様、最後は敗れてオモリの下敷きになる。
クランゴ (Klungo)
グランチルダの部下。彼女を最も尊敬しており、出世の機会や休日はおろか給料さえないにも拘わらず、どんな命令でも忠実に実行する。前作はデモ画面のみの登場だったが、本作ではボスとしてバンジョー達と3回対決する。サブネームはそれぞれ「グランチルダのこぶん」「リベンジ」「なやみおおき こぶん」。彼は魔法こそ使えないが、自ら作った薬（それぞれ巨大化、透明、分身）でパワーアップする他、薬を投げつけて攻撃する。言葉は全てカタカナ表記。英語版ではつづりの「s」を伸ばして話す。負けるたびにグランチルダに箒で殴られ、服用した薬の副作用もあってボロボロになっていくため、「ハンサムでなくなってくる」と悩んでいた。しかも3回目の登場では負けるとモンスターのエサにされてしまう状況で、敗北がきっかけで遂にグランチルダに愛想を尽かして手下を辞め、新しい仕事を求め城から逃げ出した。その後、ボトルズの家で開かれたパーティーに参加しており、キング・ジンガリンからは「ハンサムな男」と評されている。またバンジョーらに対しても「グランチルダを倒してくれたから私は自由になれた」と解釈しており、特段恨んでいない模様。妻がいるらしい。
今作は前作にいたチューティとブレンチルダは登場しない（ただし写真はゲーム内にいくつかある）。

### 前作から引き継がれた仲間
ジンジョー (Jinjo)
各地にバラバラに散らばっている生き物。ジンジョーむらに住んでいたが、ドリルマシンが村を通ったためみんな恐れて逃げてしまった。同色の家族を全員助けるとそれぞれの家のお宝であるジグソーピースをくれる。家族の数は1-9体。今作では一度のステージ巡回で全員助ける必要は無い。色のバリエーションはホワイト・オレンジ・イエロー・ブラウン・グリーン・レッド・ブルー・パープル・ブラックであり、前作より増えている。どこにどの色が配置されているかはランダム。本作ではミンジョーというニセモノも登場する。
チイト (Cheato)
元々グランチルダの所有物であった魔法の本。前作でバンジョー達の手助けをしたことで、怒ったグランチルダにページを破かれてしまった。グランチルダのとりでにおり、5ページを集めるごとに秘密の魔法（チートコード）を教えてくれる。
みつばちの巣箱
各地に置かれており、壊すと3個のはちみつエネルギーが手に入る。前作では蜂が群がっているタイプも登場したが、本作では代わりに近づくと体当たりをしてくる目の赤いタイプが登場する。こちらは移動しないものより耐久力があり、壊し方によってはちみつエネルギーの入手数が異なる。
コンガ (Conga)
ゴリラ。本作では敵ではなく、ウィッチわーるどにあるビッグトップテントの支配人となっている。チケットを4枚渡すことで中に入れてくれる。
キャプテン・ブラバー (Captain Blubber)
カバの海賊。前作で集めた金塊を元手に本作では水上バイクのレンタル屋を始めている。周辺で起こる事故によって水上バイクの紛失が相次ぎ、経営状態が悪化している。最後の商品であるターボシューズを買ってくれと懇願する。エンディングにもUFOに乗って登場している。
ティップタップ (Tiptup)
カメ。自分の20匹目の子供が孵らなくて困っていた。それまでの19匹はすべてメスであるという。本作で3度目の共演らしいが、『ディディーコングレーシング』に登場した同名のそっくりなキャラクターとの関連は不明。
ボギー (Boggy)
白熊。フローズンズンやまからホットアイスやまのアイスサイドへ引っ越してきた。前作ではそりのレースに熱中していたが、引退。今では新型テレビに夢中で、夫人に冷ややかな目で見られている。その怠けぶりはひどく、ついに食料すら自分で捕らなくなり、大きな魚を食べた後にジグソーピースを吐き出す。
グロッギー (Groggy)
ボギーの3匹いる子供の1匹。前作ではソギー、モギーと同じ体型だったが本作では太っている。母親と遊園地に遊びに来たが、集合時間になっても戻らず、園内のどこかで遊んでいる（3匹とも居場所はランダム）。食べすぎを自覚しておらずハンバーガーを要求し、それを食べた結果、自分で歩けなくなってしまい、母親の所に連れて行くよう頼む。結果、母親に食べすぎだと怒られ、その際「あのクマがボクに無理やりバーガーを食べさせたんだ」と嘘をつくも即座に見破られ、カバンで殴られて泣きながら帰っていく。
ソギー (Soggy)
ボギーの3匹いる子供の1匹。ピンクのワンピースを着ている事から本作では女の子である事が判明している。グロッギーと同じく時間になっても園内で遊んでいる。空腹のためポテトを欲しがり、渡せば素直に帰っていく。
モギー (Moggy)
ボギーの3匹いる子供の1匹。グロッギー、ソギーと同じく時間になっても遊園地で遊んでいる。わがままで素直に母親の元に戻ろうとはせず、何かしらの攻撃を当てると「イテ!なにするんだよ!ママに言いつけてやる!そうしたらパパがくるからな!」と泣きながら無理矢理帰らせることになる。
ゴビ (Gobi)
ラクダ。今作ではヒゲが生えて老人のような外見になっている。前作で散々な目に遭ったために逃げ出して溶岩の世界を目指していたが、途中で捕まってしまいウィッチわーるどのオバケどうくつで「古の髭ラクダ」として見せ物にされている。バンジョー達に助けられることで、ようやく溶岩の世界であるホットアイスやまのホットサイドにたどり着くが、やはりここでもバンジョー達によって酷い目に遭う事になる。
テューツ (Toots)
キング・ジンガリンのペットらしき生き物。前作にもルビィのもとに似たような生き物がいた。グランチルダのビッグブラスターでジンガリン共々巻き添えになり目玉だけの状態になってしまうが終盤で元に戻る。
ロッゴー (Loggo)
前作のマッドナイトまんしょんにいた洋式トイレ。グランチルダによってむりやり剥がされ、本作のグランティさんぎょうに移し変えられた。従業員が酷い扱いをする事に対してうんざりしている様子で、バンジョー達に紙詰まりを直すよう依頼する。
ディングポット (Dingpot)
グランチルダにこき使われている鍋。前作同様汚く、カズーイに嫌われている。マジョのおしろにいるが、前作と違いムービー中には登場しない。本作では彼の中に入るとタマゴやハネを全て補充してくれる。

### 本作初登場の仲間
キング・ジンガリン (King Jingaling)
ジンジョーの王様であり、ジンジョーむらの村長。語尾に「なのだ」をつけて話す。グランチルダのドリルマシンに驚いてジンジョーたちが逃げ出してしまったことでキックボール大会に参加できずに困り、バンジョーたちにジンジョーの連れ戻しを依頼。ジグソーを渡し、ジギーウィギーのところへ行くよう指示する。この状況でキックボール大会のことを心配するなど性格は天然。ジグソーピースを渡した後、グランチルダが動かしたビッグブラスターでエネルギーを吸い取られゾンビにされてしまう。ゾンビ姿の彼に近くと攻撃されダメージを受ける。タワー DE クイズの後にバンジョーとカズーイがビッグブラスターを逆に動かしたことで吸い取られたエネルギーが元に戻る。体色は黄色であるが、ゾンビ状態では灰色となる。
マスター・ジギーウィギー (Master Jiggywiggy)
全国のジグソードアの番人。頭がジグソーの形をしている。規定数のジグソーを集めることで「選ばれし者」として彼のチャレンジを受けることができ、それをクリアすると神殿にあるクリスタルジグソーを使い、ステージの入口を開けてくれる。
ジギーウィギーの信者 (Disciple of Jiggywiggy)
ジギーウィギーの神殿の門番をしている信者。ジギーウィギーと同様、頭がジグソーの形をしている。
スペッキー (Speccy)
ボトルズの息子。おもちゃの飛行機で無邪気に遊んでおり父の死を知らない。ゲーム内では初登場だがバンジョーとは面識があるようである。
ゴグルス (Goggles)
ボトルズの娘。ドンキーコングのパペットで遊んでいる。スペッキーや母と同じく父の死を知らないがその事で勘が鋭いような発言をしている。バンジョーアイのズームイン・アウトが行える「ビックリ・じっくりメガネ」をくれる。
ボトルズ夫人 (Mrs. Bottles)
ボトルズの妻。名前は明かされていない。最初は子供たちと同じくボトルズの死を知らないが、終盤で生き返ったボトルズから知らされ、それを素直に受け入れている。
シュッポー (Chuffy)
運行途中で脱線を起こしてしまった機関車。マンボの魔法で復旧させ、キング・コウルと話をつけると使用できる。今作では多くのステージに駅があり、これを使ってステージ間を直接移動できる(駅を発車した際に空転する場面も見られる)。発車時と到着時には必ず汽笛が鳴る。前述の通り、ホットアイスやまのアイスサイドでは過酷な寒さには耐えられないため、アイスサイドに行くには解決方法を探らなければならない。ゲームクリアの為に一度は利用する必要がある。
英語版の名前は「chuff:蒸気機関車の音」から。
ロイステン (Roysten)
オレンジ色のキンギョ。クルクルやまのふもとでバーベキューをしていたらドリルマシンが通りかかった時に岩の下敷きになり、呼吸もまともにできない状態になっている。岩を破壊し、水場に連れて行くと酸素メーターが増え、さらに「速く泳ぐ方法」を教えてくれる。とあるヒントボードではキンギョが速く泳ぐ方法を知っているという事実が「伝説」として語られている。前作のファイルセレクト画面に彼と同じデザインの金魚はいたが、関連性は不明。
ヘッギー (Heggy)
林の中のタマゴやしきに住んでいる、太ったニワトリ。前作のエンディングで紹介された「スペシャルなタマゴ」を持っていくとその中身を取り出してくれる。本人もこれを1個持っているが、高い棚に置いてしまい自分では届かなくなっている。
ゴールデン・ゴリアテ (Golden Goliath)
マヤヤンしんでんにある金色の像。マンボの魔法により一定時間操作できるようになる。全ての攻撃に対して無敵で、キックによる攻撃が可能。
ストーニー (Stony)
マヤヤンしんでんに登場する石のような生き物。直接会話しようとしても言葉が通じない（表記はすべてカタカナで、1文字おきに「シ」が入っている）。ストーニーの言葉は、ストーニー同士にしか分からない。バンジョーが変身するストーニーやキックボールの対戦相手であるストーニーとは外見が異なる。キックボールの対戦相手は牙が生えていて口調も攻撃的である。
ワック (Wak)
マヤヤンキックボールの予選での対戦相手のストーニーの1人。色などは不明。
ジルベルタ (Dilberta)
マヤヤンしんでんのけいむしょエリアにいるネズミ。オーゴン・ビルの相棒。ビルの小屋にある穴を通ってけいむしょエリアに来たが、落石で帰り道を塞がれて牢屋に閉じ込められてしまい困っている。牢屋の入口を開け、岩を破壊すると彼女は小屋に帰っていく。
スランバー (Ssslumber)
マヤヤンしんでんのガラガラヘビのもりにいるガラガラヘビ。ジグソーピースを守っており、普段は寝ているが、バンジョーが近づくとジグソーピースを飲み込んで隠す（誰かが近くを歩くと地面の枯れ木が音を立てるため、それにより近づくものに反応している）。起きている時はガラガラと音を立てるが、ジグソーピースを吐き出すともう一眠りする（一度守っているジグソーピースが取られてしまうと二度と起きなくなる）。英語版ではクランゴ同様つづりの「s」を伸ばして話す。
名前の「slumber」は「うとうとする」の意味。
ウノゴパズ長官 (Officer Unogopaz)
キックボール会場の門番をしているトラ。会場は伝統あるスタジアムで、ここを守ることに誇りを持っている。賄賂などの不正はもってのほか。ストーニーに変身した状態で会いに行くと、その正体がバンジョーたちだと見破るも、「実は人数が不足していたから参加してくれたら助かる」と言って中に入れてくれる。
ブロータジン隊長 (Chief Bloatazin)
お宝部屋でターゲザンのお宝を守っていたジャガー。お宝をウンガ・ブンガ族に盗まれてしまったため、バンジョーたちにお宝を取り返して来て欲しいと頼む。お宝を取り返した際、宝を盗んだウンガ・ブンガ族のことを口汚い言葉で表現しようとしたことで、バンジョーに「気を付けてくれよ、これはファミリーゲームなんだから」と注意されている。
ボビナ (Bovina)
ウシ。自分の畑をハエに荒らされており、駆除を依頼する。言葉の所々に「モー」をはさむ口癖がある。
名前は「bovine:ウシ亜科の」から。
オーゴン・ビル (Bullion Bill)
キラリンこうざんで相棒のジルベルタの身を案じている鉱山男のキツネ。探検に行ったまま戻ってこないジルベルタの捜索をバンジョーたちに依頼する（最初は悲しくて落ち込むが、ジルベルタが小屋に帰ってくると大喜びになる）。また、兵器倉庫の管理人でもあるため、倉庫を爆破しようとしているTNTスティックの破壊も依頼する。
英語版の名前の「Bullion」は「金塊」の意味。
カナリア・マリー (Canary Mary)
カナリアのおばさん。キラリンこうざんの毒ガス調査のために、ガスの充満する部屋に閉じ込められ、そのまま忘れられていた。チャレンジが好きな性格で、壊れた乗り物などを簡単に直してしまう。助けたのをきっかけにトロッコを使ったレースを挑んでくる。2回勝利するとインキな鉱山は嫌だと言って去っていき、トロッコは再び壊れる。スカイぱらだいすで再び登場し、ゼンマイネズミを使ったレースを挑んでくる。ここでも2回勝利すると夕食のために帰っていき、ゼンマイネズミも再び壊れる。
ハニーB (Honey B)
こうげんエリアの巣箱に住んでいる巨乳のミツバチ（自称「女王蜂」）。ハニカムを持っていくと体力を増やしてくれる。最初は自らを「ハチミツのクイーン」と名乗るが、エネルギーを最大値まで増やした後は実はまだ見習いであったことを明かす。声は前作のブレンチルダと同じ。
ボギー夫人 (Mrs. Boggy)
ボギーの妻。名前は明かされていない。3人の子供と遊園地に来たが、子供達が時間になっても帰ってこないため、子供達の捜索をバンジョーたちに依頼する。子供達を全員家に帰らせるとホットアイスやまにあるボギーの家に帰宅する。
ビッグ・アル (Big Al)
ウィッチわーるどでハンバーガーを売っているサイ。店員なのにバーガーをつまみ食いをしようとしている上、売り物のバーガーにくしゃみや咳をかけている。それを抜きにしてもやたらと不潔な人物で、昔はトイレ掃除を担当していたらしい。彼のバーガーはネズミの肉100%と合成チーズを使っているために健康に非常に悪いが、本人はこのバーガーが一番美味しいと思い込んでいる。
ソルティー・ジョー (Salty Joe)
ウィッチわーるどでポテトを売っているキツネ。彼の作るポテトは油ぎっており味がなく、そのうえ名前の由来（salty：塩辛い）通り大量の塩をふりかけているため健康に非常に悪い。「ワガママばかり言う」という理由で客を嫌っているため接客態度は悪く、ポテトを袋に入れる際のスマイルは、練習をするようカズーイに言われてしまう程度にぎこちない。
マダム・グランティ (Madame Grunty)
運命のテントにいる占い師で、正体はグランチルダ。バンジョーがいる状態で訪れると占いをする。結果、たまにアイテムの補充やエネルギーの回復をしてくれるが、高い確率でお仕置きと称して叩かれエネルギーが1つ減る。極々稀にチートコードを教えてくれることがある。占いの結果に関わらず、その直後に準備と称して店を閉めてしまうこともあり、この場合時間経過で開店する。
UFO (The Saucer of Peril)
UFOライドの乗り物。言葉に「ビー」が混じる。ウィッチわーるどに行こうとしていたが、キラリンこうざんの燃料倉庫で岩に道をふさがれ、動けなくなっていた。ウィッチわーるどに着くまでは箱の中に入っており、辿り着くと箱から出てくる。
ジョリー・ロジャー (Jolly Roger)
浜辺でパブを経営しているカエルで、リゾート地の市長でもある。最近では店のジュークボックスが故障し、パートナーのメリーまでもが突然いなくなったために意気消沈している。金を払えば空き部屋を貸してくれるが、部屋を借りるにはこのエリアでしか使用できない通貨が必要（ある方法で支払いを放棄することも可能）。
名前は海賊旗の別名からきている。
メリー・マギー・マルパス (Merry Maggie Malpass)
ジョリーのパートナーのヒキガエル。水上バイクで遊んでいる最中に行方不明となった。実はビッグフィッシュに飲み込まれ、腹の中で助けを待っている。救出後はジョリーのパブに戻る。
ポウノ (Pawno)
ジョリーのリゾートで骨董品屋を営んでいる。海賊のような格好をしており、片足が義足。ジグソー、チイトのページと貴重な品を販売しているがどちらも高価であり、ここでも専用の通貨が必要である。前作に登場した物も展示されているが、そのほとんどは彼曰く「売れ残りのガラクタ」であり購入はできない。
キャプテン・ブラックアイ (Captain Blackeye)
自称「恐れ知らずの海賊で海のならず者」。船酔いをしてジョリーのパブで休んでいるが、酒を大量に飲んだ為かえって酔いがひどくなっている。1匹の熊が自分の栄光を盗んでいく夢を見て、その熊とそっくりなバンジョーを怪しむ。ちなみに彼が飲んでいるのは水で、何回も話しかけるとバンジョー達にダブルンを渡し、水を買ってくるよう頼む（水を購入するイベントは本作には存在しないので、金の持ち逃げとなる）。
元々はレア社が開発していたゲーム『Dream: Land of Giants』の登場人物だった。
トロッティ (Trotty) 、ピグル (Piggles)
ジョリーのリゾートで遊んでいたブタの子供たち。プールで遊ぼうとしていたが、水が冷えて汚れたため、遊べなくなってしまい困っている。
クリス・ハム・ベーコン (Chris P. Bacon)
サカナのしんでんで壁画の写真を撮ろうとしているブタ。凶暴な魚に邪魔をされて困っており、撮影中の護衛を依頼する。カズーイから「スピアガンを買えばいい」と提案されるが、カメラが高値だったため金が足りず用意できなかったと語っている。
英語版の名前は「crispy bacon（カリカリのベーコン）」のもじり。
アルハ (Alph) 、ベタ (Beti) 、ガンモ (Gammo)
燃料切れでジョリーのリゾートの海底に不時着したUFOに乗っている宇宙人。ステッキらしき物を持ったアルハ・光線銃を持ったベタ・スパナを持ったガンモの3体。数々の台詞は、この世界の住民を下等生物としか思っていない節があり、例えばアルハは、ホットアイスやまでUFOから落下して死亡した際にマンボから蘇生させてもらったとき、下等生物に助けられたことが屈辱という反応だった。言葉はすべてカタカナ表記。
オーグル・ブーグル族 (Oogle Boogle)
テリーのオアシスに住む原始人。ゲーム中では3人登場する。ウンガ・ブンガ族に「ワルども」と言われて外出ルートをふさがれたため、物資が不足してしまい、貧しい暮らしをしている。洞窟を温めて食糧を提供すればお礼のジグソーがもらえる。そのジグソーは中身をチョコレートだと思い少しかじったらしく、歯形がついている。
ウンガ・ブンガ族 (Unga Bunga)
オーグル・ブーグル族のライバルの原始人。ブロータジン隊長のお宝を盗んだ泥棒。オーグル・ブーグル族を「ワルども」扱いしているが、「ワルども」は実際にはこちらである。ウンガ・ブンガの洞窟にいる2人と、オーグル・ブーグルの洞窟をふさいでいる1人の計3人いるが、話がわかる者もいる。
スクロウティ (Scrotty)
スティラコサウルス。スクラット、スクリット、スクルットの母親。3匹の子供がどれも問題を抱えている。
スクラット (Scrat)
スティラコサウルスファミリーの子供の一人。黄色。病弱で、がけエリアにいる名医に治療してほしいと頼む。
スクリット (Scrit)
スティラコサウルスファミリーの子供の一人。青色。ある日外から帰ってきたら突然体が小さくなってしまい、女の子にもてないのが悩み。
スクルット (Scrut)
スティラコサウルスファミリーの子供の一人。赤色。性別はメス。家を出たきり行方不明となっている。実際には親の財布からお金を盗み、シュッポーに乗ってウィッチわーるどに遊びに来ていたのだが、ネズミたちに捕まり、オバケどうくつで「キケンでワルの恐竜」として見世物にされている。
チョンパザウルス (Chompasaurus)
首長竜風の恐竜。ばい菌によって腹痛に悩まされている。初登場時のBGMはボス登場時と同じ（2度目以降は流れない）。マウンテンの中にある高台に上ると水の中から出現し、バンジョー達を一口で飲み込む。腹の中でバンジョーたちにお腹のバイ菌退治を依頼する。クリア報酬のジグソーもビスケットと勘違いして飲み込んでいた。
ディッピー (Dippy)
洞窟から顔を出す、喉がかわいている恐竜。雨が降らないせいで深刻な水不足に悩んでいる。太陽の光に弱いため、自分の洞窟から出ることはできない。
ワーカー
グランティさんぎょうで働いているウサギの従業員。服が汚れて困っており、洗濯機に変身した状態で話しかけると作業着を洗うことができる（洗濯機に入れて作業服を洗って綺麗にすると大喜びになる）。6人いるが、名前が明かされているのは一人だけ（スキビー (Skivvy、下働きの意味) ）。
サーベルマン (Sabreman)
ホットアイスやまにいる探検家。アイスサイドで1984年から氷付けになっていた。蘇生させてから炎で温め（最初は寒さで凍えるが、炎で身体を3回温めると眠気状態に変わる）、ホットサイドにあるテントに無事に返すとお礼をくれる。その後はテントの中で昼寝を始め、二度と起きない。
元々はレア社がファミコン時代に出したゲーム『Sabre Wulf』の登場人物。
ビガフット (Biggafoot)
巨大な足を持つ雪男。クランバーブーツを守っており、近付くと攻撃される。自分の足の大きさには誇りを持っている。彼の前でしばらく待っているとチリー・ウィリーの氷の弾で自慢の足を負傷し、痛がってどこかへ去っていく。
アルハッテ (Alphette)、ベテッテ (Betette) 、ガンメッテ (Gamette)
ホットアイスやまで行方不明になっているアルハ・ベタ・ガンマの子供。ジンジョー人形を持ったアルハッテ・ガラガラを持ったベテッテ・何も持っていないガンメッテの3体。言葉はすべてカタカナ表記。
アルハッテは海のそばにある氷の中にいる。ベテッテはアルハの落下場所のそばにいるが、死んでいる。ガンメッテは高台にいるが、温めなければ帰ろうとしない。
ミスターパンツ (Mr. Pants)
ボギーの家のテレビに映っている人物。ウィッチわーるどにあるぶっつけカートのロビーでも、窓から彼の形をした星座が見られる。ゲーム本編では名が明かされないにもかかわらず、ミニゲーム「タワー DE クイズ」で名前を出題されることがある。実はレア社の別のゲームのキャラクター。
ミルドレッド・アイスキューブ (Mildred Ice Cube)
ホットアイスやまのアイスサイドにいる氷の塊。前作のチンカーにアイシャドーや口紅をつけた風貌で、ジンジョーを守りながらジョージが来るのを待っている。ジョージと会うまでジンジョーは返さないとのことだが、夫のジョージと再会することはできないため、彼女を破壊してジンジョーを助けることになる。
ジョージ・アイスキューブ (George Ice Cube)
スカイぱらだいすの崖で立ちすくんでいる氷の塊。ミルドレッドの夫。ある日ホットアイスやまのアイスサイドで妻と一緒に歩いていたところ、吹雪で吹き飛ばされ、気がつけばスカイぱらだいすにいた。自分のいる崖の真下が妻のいるアイスサイドだと思い込んでおり、妻に会いたいが高所恐怖症のために飛び降りることが出来ずにいる。バンジョーに背中を押すよう頼み飛び降りるも、落下地点がアイスサイドではなくホットサイドの熱湯プールだったため、そのまま溶かされた。
スーパースタッシュDX (Superstash)
喋ることができる金庫。自分の暗証番号を忘れてしまった為に扉を開けられず、中身を手に入れるためにはステージ各所のスイッチをベイビーカズーイで押して暗証番号を教える必要がある。
フローター・フロティアム (Floatus Floatium)
虫のような不思議な生き物。卵から生まれる。話すことはできないが、空気より軽い特性があり、リュックに詰めると一定時間だけバンジョーを浮かせることができる。
ガフォ (Guffo)
スカイぱらだいすの巨大なゴミ箱型の建物の中にいる空き缶。本人はこの環境に満足しているが、衛生委員会から「清潔にしないと撤去する」という通告を受けて困っている。礼儀を重んじているらしく、正面の入り口から入らないと話をしてくれない。
ミスターフィット (Mr. Fit)
スポーツが得意なツチブタ。高跳び・袋レース・短距離走の3種類の競技でバンジョーたちに勝負を挑んでくる。
キャノンフラワー
スカイぱらだいすの小島を行き来するのに使う花。花の中に入ると別の足場まで運ばれる。

## 変身
フンバ・ウンバによって変身できるものの一覧。前作では基本的に無かった「攻撃手段」がつき、原則Bボタンで行う。前作では変身したままステージから出て一定の範囲内を動くことができたが、今作ではそれができなくなっている。また、前作では即死以外のダメージゾーンを無効化できたが、本作では一部を除き、ダメージを受けるケースが多くなる。
ストーニー
他のストーニーと会話でき、キックボール試合に出場できる。アクションはBボタンでショルダーアタック、キックボールではZボタンでボールを蹴る（押しっぱなしにして離すと強く蹴る）。小柄のため小さい穴に入れるが、足が短いため移動速度は遅い。重いために泳げず、水中でも普通に歩いて移動する（酸素メーターは減らない）。ホットアイスやまのコロシアムキックボールスタジアムへは例外的にステージをまたいで行くことができる。
起爆装置
ダイナマイト。TNTの導火線の上に立つと起爆させられる。アクションはBボタンの自爆攻撃で、1回ごとに体力が1減る（残りの体力が1だと使用不可能）。TNTの起爆はBボタンを押す必要は無く、ダメージも受けない。移動は跳ねながら行い、空中での二段ジャンプもできる上、急な斜面でも滑らない。水には浮く。
バン
現金輸送車。ウイッチわーるどの各アトラクションの入場料を支払える上、車専用のゲートを通れる。変身中は一切ダメージを受けず、通常倒せない敵も体当たりで倒せる。変身中は出くわした敵が逃げ出すことが多い。アクションはBボタンでクラクション（車専用ゲートを開けるのに必要）。
サブマリン
潜水艦。海中を高速で移動出来る上、酸素メーターが減らなくなり、また水圧が高いエリアにも入れる。アクション（装備品）はBボタンのソナーとZボタンの魚雷の2種類。通常は魚雷を使って敵を倒すとはちみつエネルギーは1つ手に入るが、ソナーを使ったまま体当たりで倒した敵からは複数のはちみつエネルギーが手に入る。勢いをつければ陸上にも上がれる（ワープパッドでは行けない）が、段差は超えられない。
パパティラノ・ベイビーティラノ
ティラノサウルス。マンボの魔法で拡大/縮小できるウンバのテントの大きさで変身サイズが決まる。どちらもBボタンでほえられるが、ベイビーティラノの場合は道中にいるステゴザウルスからほえ方を教わる必要がある。ベイビーティラノの場合ほえることでベイビーティラノ専用の入り口を開けたりコードを起動したりできる。パパティラノは無敵で、体当たりで敵を倒せるほか、ほえて特定のキャラクターを追い払ったり敵を倒したりでき、パパティラノ専用スイッチも押せるが、体が大きすぎるためワープパッドは使えず、バンジョーたちが入れる一部の穴にも入れない。
ウォッシャー
洗濯機。ワーカーの服の洗濯が可能。沼・毒水を無傷で渡れる上に酸素メーターも減らず、エネルギー値もやや増える。機械なので工場ではメカニカルスタッフとして扱われ、マシン専用のゲートを通れ、エレベータも使える（代わりにワープパッドが使えなくなる）ほか、体が重いのでバンジョーたちでは押せないスイッチを押せる。Zボタンでバンジョーのパンツを発射して攻撃可能。エッグエイムと同じ要領でC上＋Zボタンによるパンツ攻撃も可能。タマゴと違って弾数に制限はないが放物線上に飛んでいくため射程距離が短い点には注意が必要。移動がキャスター式なので方向転換は苦手で、ジャンプ力もほとんど無い。また、電磁石に引き寄せられてしまう。前作でも変身できたが仕様は異なる。
ユキダマ
雪原を転がると巨大化して体力を回復できるが、ホットサイドでは時間と共にダメージを受ける。最大サイズになっていれば錆付いたスイッチを押したり強風に逆らって進んだり出来る。サイズが大きいとウンバのテントに入れないため、テント横に焚き火があって体の大きさを調節できる。Bボタンでローリングアタック（加速）ができる。
通常は変身した時のエネルギーの最大値は元の姿の時を基準に一定の変動があるが、ユキダマだけは原則的にエネルギーが5個しかない。
ミツバチ
前作にもあった変身。Aボタンでジャンプ中に再度Aボタンを押すと空を飛べるほか、Bボタンで加速でき、本作ではさらにZボタンで針を飛ばして攻撃できるようになった。ザバスの巣に入れるようになるほか、アイボーラス・ジギアムも倒せる。
ドラゴンカズーイ
立ち止まった状態でのくちばし攻撃/ウイングアタックの代わりに炎を吐いて攻撃でき、ファイアーエッグも減らなくなる。炎攻撃は時間制限が無い上に特定の敵を逃がすことも可能。また、通常のカズーイとは異なり声も低くなっている。この姿は一度変身すると全ステージで通用し、自分から元に戻さない限り、セーブしてゲームを終了しても変身が解かれないが（変身というよりカズーイの強化に近い）、もう一度テントに行ってプールに入ると元に戻る。変身のためのメガグローボの入手には、前作のエンディングで登場したアイスキーが必要。

## マンボマジック
マンボを操作している状態で、ステージ内にある「マンボパッド」の上でBボタンを押すと発動する。場所によっては条件が揃っていないと使用できない。マンボパッドには役目を終えると消滅するものと何度でも使用可能なものが存在する。
ヒーリング
病気になった人を治療する。
呼び出し
呼び出した者を一定時間だけ代わりに操作できる。
持ち上げ
巨大なオブジェクトを持ち上げて、目的の場所に降ろす。
パワーON
アトラクションの電源を入れる。
サンライト
強力な太陽光線を当てる。水に使うことで水中で酸素メーターが減らなくなる。
拡大
小さいものを大きくする。もう一度使って元に戻せるものもある。
電磁パルス
機械を故障させる。ただしグランティさんぎょうの警備システムがこれに反応して、時間経過で自動修理されてしまう。
ライフパワー
死んだ者を生き返らせる。
レインダンス
雨を降らせて、植物を育てたり虹をかけたりする。

## 敵

### ザコ
ザコ敵の名前はほとんど明かされていないので、判明しているもののみ挙げる。一部は海外版で名前がつけられている。なお、今作のザコ敵は倒しても一定時間で復活する。
デューフォス
マジョあいらんどのどこにでも生息する緑色のモンスター。バンジョー達を見つけると唸り声を上げた後追ってくる。攻撃は基本的に体当たりだが、ジャンプ→パンチをする場合もある。小柄な割に腕が大きいため、くちばしバスターなどで上から叩いて攻撃しようとしても返り討ちにあいやすい。
グランティダクティル
マジョあいらんどのどこにでも生息するドラゴン型モンスター。バンジョー達を見つけると上空から急降下して体当たりしてくる。
モッギー
ターゲザンの神殿とその周辺にいる猫型モンスター。二足歩行で、バンジョーを見つけると走ってきて手にした棍棒で殴りつけてくる。
ミンジョー
偽物のジンジョー（本人曰く自分たちのライバル）。ジンジョーのフリをしており、助けようとすると体に電流を流し、体当たりしてくる。電流はバリアーの役目も果たすが、距離をとると再びジンジョーのような挙動に戻る。台詞の声はジンジョーより低い。
ビリー・ボブ
キラリンこうざんに出現する。テンガロンハットのみで地中に潜っており、近づくと飛び出して襲いかかる。腕で殴りかかってくる。
TNTスティック
キラリンこうざんのへいきそうこに15体いる。最初の1体を倒すとタイマーが起動し、時間内に全滅させないと大爆発する。タマゴ攻撃は即大爆発となる。
ジッポー・ジム(Jippo Jim)
ウイッチわーるどに出現する従業員。片手のハンマーで殴りかかってくる。エリアによって外見が違うがやることは同じ。ウエスタンゾーンでは狼、スペースゾーンではエイリアン、ホラーゾーンでは怪獣となっている。
ニッパー
ジョリーのリゾートのサカナのしんでんに棲む凶暴な魚。バンジョーを直接狙うことは無い。前作に登場した同名のヤドカリモンスターとは別物。
電気ウナギ
その名の通り、ジョリーのリゾートの海底神殿に生息する電気ウナギ。放電した状態で泳ぎ、バンジョーを見つけると追いかけてくる。放電している状態のときしかダメージを与えられないが、逆に放電していない時に触れてもダメージは受けない。アイスエッグを当てると放電を一時的に止められる。
ミューソイド
テリーが吐き出す緑色のモンスター。非常に弱いが無条件にバンジョーを追い続ける。
ティントップ
グランティさんぎょうの侵入者撃退メカ。監視カメラとジェネレーターがセットになっていて、カメラに見つかるとジェネレーターから次々と出動し、放電しながらバンジョーたちに近づいてくる。装甲が固いため攻撃はほとんど通用しない。弱点は2つに分かれた装甲が開いた時に見える内部コア。
監視カメラは破壊できるが、他の敵と同じように時間経過で復活する。ジェネレーターから出動するティントップは時間経過しても単体では復活できない。ジェネレーターは破壊不可能。
ビギフット(biggyfoot)
ホットアイスやま(アイス)に出現するビガフットの子分。キック攻撃をしてくる。
クリンカーズ
グランティさんぎょうの下水システムの換気口をふさいでいるモンスター。攻撃はしてこないが、放置しておくと質の悪い空気が充満して有毒な毒ガスに変わっていくため、倒して換気口を開放しなくてはならない。
ザバス
前作にも登場した蜜蜂。今作ではグランチルダの部下として活動する様子こそないが、近づくと襲い掛かってくる。前作とは異なり、ほとんどの者はミツバチに変身していても襲ってくる。
アイボーラス・ジギアム
グランチルダが飼育する、目玉にそっくりな不気味な花。普段はおとなしいが、空を飛ぶ者には飛び道具で攻撃してくる（グライダーは飛行とはみなされない）。数が減れば減るほど攻撃の激しさが増す上、ほとんどの攻撃は弾力のある目玉そのものによって吸収されてしまう。

### 中ボス
ストンプノドン
サブネームは「おしつぶしきょうりゅう」。ストンピングへいげんでバンジョーたちを踏み潰そうとする恐竜。あまりにも大きく、見えるのは足だけである。倒すことは不可能。尚、登場時のBGMに関してはチョンパザウルスの場合と同じである。
ロックナッツ
テリーのオアシスにいる5人組の兵士。棍棒で攻撃する上、頑丈な鎧で守りも固めている。鎧後部の隙間が唯一の弱点だが、必ずバンジョー達の方を向く性質があるので、倒すにはベイビーカズーイが必要。

### ボス
すでに紹介したキャラクターについてはここでは紹介しない。
ターゲザン (Targitzan)
サブネームは「クルクルトーテムのかみさま」 (Despotic Dizzy Totem God)。ダーツの神様。体が5つのパーツからできており、体についたターゲットに卵を打ち込むことでダメージを与えられる。4ダメージ与えるごとにパーツが1つずつ壊れ、壊すごとに側面にあるダーツを吐き出す口が増えていく。体力がなくなると自爆してダーツを5方向に飛ばす。
キング・コウル (Old King Coal)
サブネームは「ボイラーしつのヌシ」 (Grubby Boiler Monarch)。石炭の化け物。シュッポーのボイラーを管理している。シュッポーを使用するには彼と話をつけなければならない（ゲームの進行上、必ず倒さなければならない）。戦いでは、走り回るだけだが時間制限があり、時間切れになると酸素がなくなっていく。その性質のため炎は効かないが、氷や爆発に対しては脆い。ダメージを与えるごとに体が崩れていき、体力がなくなると完全に砕け散る。倒された後もシュッポーを動かす際にどこの駅に行くか聞いてきたり、行ったその駅にシュッポーがない場合、どこからか話しかけてきて、その駅までシュッポーを動かしてきてくれる。名前の「coal」は「石炭」の意味。
ミスターパッチ (Mr. Patch)
サブネームは「ゆらゆらフウセンかいじゅう」 (Strange Wobbly Inflatable Thing)。つぎはぎだらけの風船怪獣。12か所にあるつぎはぎは爆弾エッグやくちばしミサイルで破壊可能で、その度に体が小さくなる。攻撃は口から吐き出す風船爆弾で行い、つぎはぎが1か所壊されると地面から出現するパンチングマシンが加わる。つぎはぎを全て破壊するとすると萎んでどこかに飛んでいく。名前の「patch」は「つぎはぎ」の意味。
ウーハッハだいおう (Lord Woo Fak Fak)
サブネームは「えらそうな ちょうちんアンコウ」 (Self-Important Anglerfish)。ロッカーの中に閉じ込められている巨大なアンコウ。電流弾を使って攻撃してくる。弱点は本体横で光っている小さなイボ。全てのイボを攻撃すると弱点が目に変わり、攻撃手段にバンジョーの動きを封じる泡が追加される。本人曰く「元ヒーロー」で、実は目が見えていないらしい。倒した後に攻撃すると怒られる。
テリー (Terry)
サブネームは「ふきげんな ちちおやプテラノドン」 (Disgruntled Pterodactyl Parent)。なくなった自分の子供の卵を探しているプテラノドンで、バンジョーが自分の子供のタマゴを盗んだと誤解して襲いかかってくる。妻に逃げられたため、残された子供を必死に守っている。巣の上から液弾やミューソイドでの攻撃を行う。敗北後は誤解をやめバンジョー達に卵探しを頼む。
ウェルダー (Weldar)
サブネームは「ようせつバーナーのかいぶつ」 (Visually-Impaired Welding Torch)。グランティさんぎょうで作業をしている、継ぎ接ぎだらけの溶接バーナーのモンスター。視力が悪く、相手を認識できていない。多彩な攻撃手段を持っている。頻繁に吸い込みを行う上に装甲が固く、外部からの攻撃は受け付けない。体内には燃えやすいガスが入っているため、ファイヤーエッグ・ばくだんエッグ・ベイビーカズーイを口に入れて引火させると継ぎ接ぎが外れダメージを与えることができる。後半からは床に電流トラップを仕掛けてくる。継ぎ接ぎが全部外れると爆発し、爆発の勢いで扇風機を壊す。その後は残った頭と会話する事が可能。飛び上がりからの押し潰し攻撃の際に、着地点にベイビーカズーイを置いておくと着地した瞬間にゲームがフリーズするバグがある。名前は「溶接機」という意味の「welder」から。
チリービリー (Chilli Billi) & チリーウィリー (Chilly Willy)
サブネームはそれぞれ「ホット・スパイシー・ドラゴン」 (Hot 'N' Spicy Dragon)、「コールド・アイス・ドラゴン」 (Cold 'N' Icy Dragon)。ホットアイスやまのドラゴンの兄弟。ゲームの進行によって変化するが、先に戦った方が弟、後に戦う方が兄と呼ばれる。片方を倒すともう片方が強くなる（メインメニューのリプレイではウィリーのほうが強い）。大砲に卵を入れてぶつけて攻撃するのだが、性質上、チリービリーはアイスエッグ、チリーウィリーはファイアーエッグしかそれぞれ効かない。2人ともピザが好物で（チリービリーはメキシカン・スペシャルを、チリーウィリーはアンチョビ・デラックスを注文したらしい。）バンジョーを「ピザ配達少年」と思い込んでいる。首から上は巨大で勇ましいが、胴体はとても小さい。倒すまでは、それぞれのエリアのフィールド上で、侵入者であるバンジョーたちを上空から攻撃する。倒すとチリービリーはビッグ・アルのハンバーガー屋に、チリーウィリーはマクジギーに行く為に飛んでいく。
ミンジージョンゴ (Mingy Jongo)
サブネームは「ワルいメカまじないし」 (Crafty Shaman Impersonator)。マンボに変装したロボット。スカイぱらだいすにある青・赤の2つのガイコツやしきのどちらかで、不意打ちを仕掛けてくる（そのため初登場シーンでは会話中にも関わらずダメージを与えてくる）。ワープしながら放ってくる誘導弾は、飛んでくる間に一度軌道修正をするため、回避するのは容易ではない。ダメージを与えるたびに変装が取れ、すべて取れると爆発して消える。
マジョ1ごう モンスターメカニカルマッドマシン (Hag 1 Monstrous Mechanical Mud-Muncher)
グランチルダが操縦する、通称「ドリルマシン」。グランチルダは操作方法すらろくにわかっておらず、説明書を見ながら動かしているが、レーザー、ミサイル、ドリル、毒ガスなどの各種兵器は強力である。

## ステージ

### クルクルやまのふもと
英語版の名称は Spiral Mountain 。このゲームのスタート地点。バンジョーの家やグランチルダのとりでがあるが彼女に壊滅させられてしまった。なおBGMは前作のものを短調にアレンジしたもの。
ステージ内の主なエリア
グランチルダのとりで
前作の舞台となった場所。本作では内部が瓦礫で埋まっているので入口付近以外を散策することは出来ないが、入ってすぐのところにチイトが浮いている（元々右側にはマンボまうんてんのステージ、左側にはオンプドアへと続く通路があった）。　
滝の裏
ステージ内にある滝の裏。滝に隠された入口があり、あるアイテムが手に入る。

### マジョあいらんど
英語版の名称は Isle O' Hags 。グランチルダら魔女達の本拠地。とても広く、荒涼としている。「神殿」「高原」「林」「崖」「荒地」「沼地」の6つのエリアとジンジョーむらの7か所から構成される。各エリアにはドリルマシンが通った跡が見られる。
各ステージへの入口はすべてマジョあいらんどにある。前作のグランチルダのとりで同様、ステージの入口付近ではBGMがそのステージの雰囲気に近いものに編曲される。
ステージ内の主なエリア
ジンジョー村
ジンジョーたちが住んでいる村。グランチルダのドリルマシンが通ったことでグレージンジョーの一家が犠牲になった上、赤ジンジョーの家の壁も少し崩れている。ボトルズの家もある。
ボトルズの家
ジンジョーむらにある、ボトルズ一家が暮らす家。ボトルズが復活した後は入口と出口が閉められていて入れない。
ジギーウィギーの神殿
神殿エリアにある、各ステージへ初めて出入りする前に必ず入ることになる神殿。ステージに入るには一定数以上のジグソーを集め、制限時間内に動画のジグソーパズルをクリアする必要がある（失敗を重ねると制限時間が無くなる）。クリアすると轟音と共にクリスタルジグソーのパワーが発動し、その衝撃で次のステージが切り開く。カメラとマクジギーで買ったもの以外の食べ物は持込禁止だが、「マクジギー」の詳細が不明であり、それ以外の食べ物を密かに持ち込んでもお咎めは無い。神殿内に8つあるヒントボードを読むには特定の条件が必要。
駅
崖エリアにある。キラリンこうざんで脱線してしまっているシュッポーを使用することでステージ間の移動を可能にさせる駅の一つ。マンボパッドが近くにある。

### マヤヤンしんでん
英語版の名称は Mayahem Temple 。本作で最初のステージ。たくさんの遺跡と原住民が印象的。前作をクリアしたことを前提としているので、最初からそこそこ難易度が高い。「ストーニー」と呼ばれる生物になってのキックボールや、巨大な像「ゴールデン・ゴリアテ」を操作するイベントもある。
ステージ内の主なエリア
刑務所エリア
魔物が住む沼地が広がっている。ジルベルタが捕らえられている。
ガラガラヘビのモリ
巨大なガラガラヘビ「スランバー」が住んでいる森。ここにある石版でチイトコードを打ち込める。
キックボールスタジアム
マヤヤンキックボールが開催されているが、入るにはストーニーへの変身が必要。3人のコーチがいてアドバイスをくれる（そのうち2人のアドバイスは無意味）。ホットアイスやまのコロシアムキックボールのスタジアムと直結しているが、初めは通路が閉ざされており、コロシアムのスタジアムから開けられる。
お宝部屋
財宝がしまわれている建物。
ターゲザンの神殿
ダーツの神であるターゲザンが住む、このステージでは最も大きく複雑な神殿。隠し通路もある。

### キラリンこうざん
英語名は Glitter Gulch Mine 。鉱山のステージ。採掘のために掘られたと思われるたくさんの小部屋や、様々な用途の小屋が至る所にある。採掘のためのトロッコのレールがステージ全体に渡って敷かれており、地下ではあるが内部は広くかなり入り組んでいる。中には毒ガスが発生しているエリアもあるため探索には注意が必要。このステージからシュッポーが登場。
ステージ内の主なエリア
鉱山オトコの小屋
オーゴン・ビルの家。マヤヤンしんでんのけいむしょエリアにつながるトンネルがある。
燃料倉庫
ウィッチわーるどにつながっている。怪しげな木箱が置かれている。
滝洞窟
滝が流れている洞窟。
毒ガス洞窟
毒ガスが充満している洞窟。
薄暗い洞窟
名前通り薄暗い洞窟。ガイコツ屋敷側の入り口そばには檻がある。
発電洞窟
至る所に発電機が置かれている真っ暗な洞窟。
電気小屋
電気が通っている小屋。真っ暗な地下に明かりをつけるには2Fにあるスイッチを押したままにしなければいけない。
水没洞窟
その名の通り殆どの部分が水没している洞窟。
カナリア洞窟
毒ガス調査のために使われた洞窟。カナリア・マリーが捕われている。
ウォーター貯蔵庫
ジョリーのリゾートから水をひいている。ゲーム中では「ウォーターちょうぞうこ」と誤記されている。
クラッシュ小屋
あらゆる物を破砕する機械のある小屋。
兵器倉庫
TNT爆薬があちこちにいる倉庫。TNT爆薬が倉庫を破壊しようとしており、ビルからTNTの撤去を依頼される。
駅
本来は島の各所を走っているはずのシュッポーが脱線しているが、修理すれば使用可能。駅は他のステージにもあり、そのステージにあるトレインスイッチを踏むと線路上の扉が開く（キラリンこうざんの駅ははじめから扉がない）。扉が開いた駅同士なら自由に移動できる。他のステージにシュッポーが停車している場合は呼ぶことも可能。なお、線路のトンネルを徒歩で入ることはできない（ジャムジャーに行かないよう忠告される）。

### ウィッチわーるど
英語名は Witchyworld 。グランチルダが経営している遊園地。安全性が最悪だったため閉鎖されており、役人に賄賂を渡さないと入れない（実際は他のステージと同じ手順で入れる）。危険な遊戯施設が数多くあるほか、襲ってくる従業員、来客を捕まえて見世物にする非常識な体制、一般人が通行するには危なすぎる溶岩地帯、電源の入っていないアトラクション、不健康な食べ物とそれを販売する不衛生な店員、お仕置きが好きな占い師というように、健全なテーマパークではない。
ステージ入口付近には「すべてのアトラクションをクリアして生き残ればファンクラブに入会できる（現会員数0名）」「スリなどの盗難に関しては一切責任を負わない」という旨が書かれたヒントボードもあるが、ファンクラブやスリに関係するイベントはない。
ステージ内の主なエリア
ビッグトップ
このステージで一番大きなテント。チケットを4枚集めてコンガに渡すと入れる。中にはミスターパッチがいる。
インフェルノ
遊園地の中にある溶岩の海。もちろん落ちるとダメージを食らう。中央に妙なタワーがそびえ、そこから火の玉小僧が無数に現れる。名前の由来は「地獄」を意味する「inferno」から。入るには入場料が必要。
スター・スピナー
上下する星型の足場をうまく渡って、土星をかたどった球の上に立ってジャンプするとジグソーが手に入る。ここにある電源装置のパネルを破壊するとグランチルダに怒られる（機械のスピードが低下する）。
ぶっつけカートドーム
ミニゲームができる施設。入場料を払わなければプレイ出来ない。
クレイジーキャッスル
アトラクションに使う建物（城）のひとつだが、空気で膨らませる城であり、ポンプマスターという機械を使って自分で膨らませる必要がある。2つのミニゲームができ、それぞれをクリアすることでジグソーが1つずつ手に入る。意味は「crazy castle」=「壊れそうな城」。
オバケ洞窟
お化け屋敷をイメージした洞窟。
ホラー洞窟
見世物を展示している場所。
駅
ステージ間を移動する駅の一つ。他のステージから遊びに来る為にここを利用する者もいる。

### ジョリーのリゾート
英語名は Jolly Roger's Lagoon 。ジョリーのパブ、ポウノの骨董品屋、ブラバーのレンタル屋の3軒の店があり、ダブルンという独自の通貨が流通している。また、プールもあるが、グランティさんぎょうから垂れ流された汚水によって入ることができなくなっている。海の底には「アトランティス」と呼ばれる遺跡群がある。ここの水にマンボの魔法をかけると酸素を大量に含むようになり、溺れなくなる。また、巨大な魚がいる水域や大量にロッカーが転がっている水域もある。
ステージ内の主なエリア
アトランティス
海底に沈んだ巨大遺跡がいくつも点在しており、リゾート地とはうってかわって複雑な構造をしている。沈没船も存在する。
盗っ人の洞窟
ジョリーのパブの倉庫とつながっている洞窟。ここから海水が引かれている。
海の底
ロッカーが大量に沈んでいる洞窟エリアとビッグフィッシュが泳ぐエリアがある。
D.Jonesのロッカー
ウーハッハだいおうが潜んでいるロッカー。
電気ウナギの住処
電気ウナギが住んでいる神殿。
古代のお風呂
アトランティスにある昔の建物。
藻の神殿
アトランティスにある大きな神殿。
水道管
海底にあるにもかかわらず、明らかに昔作られたものではない配管。破砕用のファンが幾重にも取り付けられた危険な場所。他のステージにつながっている。

### テリーのオアシス
英語名は Terrydactyland 。たくさんの恐竜がすんでいるステージ。プテラノドンのテリーがバンジョーに卵泥棒という無実の罪を着せて襲ってくる。他にも、チョンパザウルスやディッピーなどの恐竜が登場。テリーを倒していない場合、巣に行く途中でテリーが攻撃をしてくる。
ステージ内の主なエリア
ストンピング平原
じっとしているとストンプノドンに押しつぶされてしまう危険な平原。ところどころにストンプノドンの足跡らしきくぼみがあり、そこにいれば押しつぶされずにすむ。
焚火洞窟
焚火が道をふさいでいる洞窟。
マウンテンの中
山の中にある洞窟。
ウンガ・ブンガの洞窟
ウンガ・ブンガ族の住む洞窟。ブロータジン隊長から盗んできたお宝があり、見張りが二人いるが、片方は居眠りをしている。スプリングシューズを履いた状態で入ると何故か追い出される。
オーグル・ブーグルの洞窟
オーグル・ブーグル族の住む洞窟。入口はウンガ・ブンガ族の見張りによって封鎖されており、追い払わないと入れない。三人の住民が住んでおり、全員ファストフードが好物。
テリーの住処
テリーが住んでいる巣。
スティラコサウルスのファミリーの住処
スティラコサウルスの一家が住んでいる場所。
マウンテンリバー
滝の中にある洞窟。
駅
ステージ間を移動する駅の一つ。原始的な外見で、骨で線路が構成されているが運行に支障は無い。利用客もいる。

### グランティさんぎょう
英語名は Grunty Industries 。グランチルダが経営する悪の工場。石油や海水を勝手に運び入れて毒物を大量に製造し、排水をジョリーのリゾートに垂れ流している。通常の従業員が使えないエレベーター・通風孔など通行に適していない場所を使ったフロア移動・電池をセットしないと開かないゲートなど、不十分な整備が多く、不潔な環境で従業員を無理矢理働かせている。しかし警備だけは行き届いており、最初は正面から入ることができないほか多くの部屋には監視カメラによる迎撃体制が敷かれている。倉庫には衣類を示すイラストが描かれたダンボールが大量に積まれていることから、表向きは衣類を製造している工場である可能性が考えられる。ボスのウェルダーの発言によると、スタッフのルールブックには「ビルの中にクマ（バンジョー）を入れてはいけない。」と書かれている。
ステージ内の主なエリア
エレベーターシャフト
既にエレベーターが無くなっており、シャフトだけが残されている。1階～4階につながっている。
地下
毒水処理施設
排水を工場の外に処理をするための施設。また、ジョリーのリゾートから海水を、ホットアイスやまから石油をそれぞれ無断で採取している。
エアコン機械室
巨大なファンが設置されている施設。これを止めるまでは強風でまともに行動ができない。
修理部門
溶接バーナーを利用した工場内の修理を担当する施設。
1階
ゴミプレッサー
巨大なプレス機が作動している部屋。
ワーカーの部屋
作業員が使用する部屋。
駅
ステージ間を移動する駅の一つ。警備体制が敷かれている部屋の一つである。
2階
電磁石施設
あらゆる金属を吸い寄せる電磁石が設置されており、メカニカルスタッフにとっては厄介な部屋。
3階
ボイラー施設
巨大なボイラーが設置されている施設。石炭倉庫もある。
パッキングルーム
ツウィンクリーズのゲームができる部屋。
4階
クリンカーズの洞窟（下水システム）
迷路状になっている下水道。換気のための通風孔がクリンカーズにふさがれたため、内部は毒ガスが充満する寸前の危険な状態となっている。
品質コントロール
製造した毒物の品質をベルトコンベアで管理する施設。中にはジグソー入りのドラム缶も流れてくるのだが、もしも誤って毒物の入った缶を壊すと大変なことになる。
ケーブルルーム
名前通りケーブルが大量に敷かれた部屋。品質コントロールの換気扇を動かすスイッチがある。
5階

### ホットアイスやま
英語名は Hailfire Peaks 。表側が火山で、裏側が雪山という不思議な山。ホットサイドには溶岩の海が、アイスサイドには氷の海が広がっており、慎重な操作が要求される。潜入すると頂上に住んでいるドラゴン達から炎や氷で攻撃されるため、倒すまではまともに探索も出来ない。ユキダマ状態でホットサイドを移動しなければならないなど難度も高い。BGMのイメージはホットサイドとアイスサイドとで変化する。また、スカイぱらだいすからはこの山々の様子がよく見える。
ステージ内の主なエリア
ホットサイド
沸き立つ溶岩に囲まれた火山のエリア。
火山の中
ものすごく温度が高い場所。
コロシアムキックボール
特殊なルールで競うキックボールが開催されている会場。マヤヤンしんでんのキックボールスタジアムとつながっている。
ホットクレーター
ホットサイド頂上にあるほとんどが溶岩の海の場所。炎のドラゴンが住んでいる。
アイスサイド
滑り易い氷道の多い雪山のエリア。
ツララ洞窟
至る所にツララがある洞窟。
ボギーの家
フローズンズンやまから引っ越してきたボギーの一家が住んでいる家。
アイスクレーター
アイスサイド頂上にあるほとんどが氷の海の場所。氷のドラゴンが住んでいる。
駅
ステージ間を移動する駅の一つ。ホットサイドとアイスサイドに1つずつ存在し、駅の開放も別々に行わなければならない。シュッポーのボイラーはアイスサイドの過酷な寒さには耐えられず、行くためには解決方法を探らなければならない。

### スカイぱらだいす
英語名は Cloud Cuckooland 。マジョあいらんどの他のステージを見下ろせるほどの高さに浮かぶ、多数の小島の集合体。中にはチーズやゴミ箱も浮かんでいるほか、前作で登場したザバスもここに住んでいる。終盤は暗い雰囲気のステージが続く中、ひときわ目立って開放感のあり明るくにぎやかだが、転落すれば一撃死であり、空を飛ぶにも警戒が厳しいため、難易度はかなり高い。
ステージ内の主なエリア
センター洞窟
ステージの中央にある、広く巨大な洞窟。無数の出口があり、ステージの各所はその殆どがここから行くことが出来る。
ゴミ箱の中
たくさんのゴミがある場所。黴菌がわいてくる。
チーズの中
臭いが充満している場所。
金の壺の中
シューティングゲームができる場所。
ザバスの住処
ザバスが作った新しい巣。

### マジョのおしろ
英語名は Cauldron Keep 。最終ステージ。グランチルダの本拠地で、ここの屋上で最後の対決をすることになる。また、階下にはテレビのクイズ番組のようなセット設備があり、このゲームの最後のミニゲームである「タワー DE クイズ」が開かれる。
ステージ内の主なエリア
守衛所
クランゴと最後の戦いをするエリア。
タワー DE クイズ
本作における最後のミニゲーム。グランチルダが出題者（司会者）になり、このゲームの内容についての3択問題が次々と出題、その問題に早押し形式で答えていくルール。
- 問題はゲームの内容を問う通常の3択文章問題・正面のスクリーンに映し出される映像に関するものに大別される。難問・奇問も多い。ゲーム中に答えが出てこないものや、前作の知識を必要とする問題もある一方で、ゲームをしていなくても解ける問題もある。問題自体は簡単であっても選択肢が巧妙で迷わせることもある。
- スクリーンを使った映像問題は前作にも登場したが、大きな違いは映像を見せたあとに問題が出題されることで、同じ映像でも問題が違う場合も多く、早とちりが誤答につながる可能性がある。また映像に映った物の数などを扱う問題では、本来存在していても画面に映っていない範囲にあるものは無視しなくてはならない。
- 正解で+2点、誤答ならその問題の回答権を失い−2点。誤答後はその選択肢が消え、ポイント増減は±1点となる。誤答を続けるとマイナス点にもなる。
- 問題の制限時間は問題文を読み終えた瞬間から誰かがボタンを押すまで5秒、誰かが押すと5秒にリセットされる。なお、各ラウンド毎の全体の制限時間は179秒で、時間内に最下位だった解答者1人がオモリに潰されて脱落。もし最下位が2人いた場合は出題者のグランチルダの独断で適当に敗北者が決められる(この判定はグランチルダの律儀な性格の為に完全にランダムであり「ワシに選ばれるラッキーな奴は…○○!!」と決められるため、バンジョーの方が確率が高いということは無い)。
- クイズ対決は第3ラウンドまであり、問題文はすべてグランチルダが読み上げる。第1ラウンドはグランチルダの妹であるミンジェラとブラウベルダ2人との対決。第2ラウンドは第1ラウンドで残った方の妹と対決（第2ラウンドでバンジョーが敗れると、出題者のグランチルダが「お前も『山勘』もここまでだね。喜んで『負け』を宣告してあげよう。」と言い、オモリに潰されて脱落）。最終ラウンドは出題者であるグランチルダとの1対1の対決（回答者はバンジョーとカズーイのみで、一定のポイントを取れば勝利だが、ノルマをこなせなかった場合、出題者のグランチルダが「みなさん、クマのスコアをみてやってください。ミジメですねぇ～!かったのは、ワシで～す!」と言い、オモリに潰される）。
- なお、最終ラウンドのみ適用される特別ルールもある。
  - スクリーンを使った映像クイズは1問も出題されない。
  - グランチルダが問題を読み終わった後、早押しボタンを押すまで3択の解答が表示されない。
  - Zボタンを押すと、問題をパスして次の問題に移ることができる（早押しボタンを押してからでもよい）。パスをすることによる得点のペナルティは無い。また、Xbox版ではLTかRTをひくと、問題をパスして次の問題に移る。

ガンコントロール
あらゆる生物のライフを吸い取る機械「ビッグブラスター」がある部屋。ディングポットがいる。

## 地形

### 前作から引き継がれた物
急な斜面
傾いているため普通に乗ると滑り落ちてしまう。移動するにはカズーイダッシュが必要。
水
ごく普通の水。泳ぐことができる。潜っている間は酸素メーターが時間と共に減る。今作では酸素メーターが尽きても直接倒れる事は無いが、放っておくと体力が時間と共に減ってしまう。水上に上がれば減った酸素メーターは全回復する。
沼地
テリーのオアシスに登場。前作の沼地とほぼ同じで、入ると緑色のか奇妙な生物に噛み付かれてダメージを受ける。ちなみにその緑色の生物は噛み付いた後、舌嘗めずりして不気味な笑い声を上げる。移動速度は低下する。リュックマンで潜れる。
冷たい水
ホットアイスやまのアイスサイドに登場。非常に冷たい水。入るだけでダメージを受ける。リュックマンで潜れる。
イバラ
スカイぱらだいすに登場。今作では移動速度は低下しない。本作ではミツバチ・リュックマンでもダメージを受ける。
雪原
ホットアイスやまのアイスサイドに登場。雪が積もった地面。今作では滑らないが、通常は移動速度がやや低下する。ユキダマで転がると巨大化しつつ体力を回復できる。
氷床
ホットアイスやまのアイスサイドに登場。滑りやすく、コントロールがやや難しい。
毒水
グランティさんぎょうに登場。入るとダメージを受ける（陸地に戻される場合もある。この場合は緑色のモンスターが登場するが、倒せない）。ダメージを受けるまでの時間は場所によって異なる。今作では酸素メーターが減らない。リュックマンで潜れる。

### 今作初登場の物
ひび割れ
壁に出来たひび割れ。グリップグラブで移動できる。
マグマ
ウィッチわーるどのインフェルノ・ホットアイスやまのホットサイドに登場。前作では触れると即死扱いだったが、今作ではダメージを受けるだけ。リュックマンで潜れる。
熱湯
ホットアイスやまのホットサイドに登場。非常に熱いため入るだけでダメージを受け、陸地に強制的に戻される。リュックマンで潜れる。
沼地（グランティさんぎょう）
グランティさんぎょう・まじょアイランドのぬまちエリアに登場。前作の沼地とほぼ同じ性質を持っているが、移動速度は低下しない。
沼地（その他）
マヤヤンしんでん・マジョのおしろ・ホットアイスやま頂上に登場。落ちるとダメージを受けて陸地に戻される（このとき緑色のモンスターが登場するが、倒せない）。沼地内では移動自体が不可能（リュックマンやピョンピョンリュックを除く）。
毒ガス地帯
有毒なガスが充満しているエリア。息が出来ないため、地上にいながらにして酸素メーターがどんどん減っていく（毒ガス以外でも息の出来ないエリアがあるが、仕様は同じ）。減る速度は場所によって様々で、そのエリアを脱出すれば減った酸素は全回復する。

## マルチプレイヤーモード
本作でプレイできる対戦モードは、本編のミニゲームを流用したものとなっているものがほとんどだが、ルールは専用のものが使われる。ここでは対戦仕様のルールを記述することとする。基本的にコンピューター操作キャラなどはいないため、参加したプレイヤー同士のみでの対戦となる。詳細を設定した上で個別にミニゲームを指定する勝負と、複数のミニゲームの総合成績で優勝を決める勝負が可能。
シューティング
プレイヤーごとに画面が分割され、「タマゴばきゅーん」のルールで直接戦う（くちばしスピアーも使用可能）。ステージは「ターゲザンのしんでん」「へいきそうこ」「クリンカーズのどうくつ」から選択可能で、どれも立体的に入り組んだ迷路になっている。
キャラクターはバンジョー・マンボ・ジャムジャー・グランチルダ・ジンジョーから選択できる（ジンジョーは本編である条件を満たさないと使用できない）。移動速度は、バンジョー・マンボ・ジャムジャーが普通、グランチルダが遅い、ジンジョーが速い。複数のゲームを巡回する場合はバンジョーで固定。
登場アイテムは、本編に出てくる5種類のタマゴ、対戦専用のセンサーエッグ、一定時間透明になれる透明はちみつ。
このミニゲームはさらに細かなルールを設定できる（詳細は以下の通り）。
ノーマルマッチ
ダメージを与えて倒すことでポイント加算。バンジョー・マンボ・ジャムジャーは体力8、グランチルダは体力12、ジンジョーは体力4となる。ゲームの長さは、時間制（5分・10分）・撃破制（10回・20回）から選択可能。
使用できるタマゴに制限をつけることもできる。「わんさか（制限なし）」「H&C（ノーマル・ファイアー・アイス）」「こっそり（ノーマル・ファイアー・センサー）」「ベイビー（ノーマル・アイス・ベイビー）」「バクレツ（ノーマル・アイス・爆弾）」からの選択。タマゴの威力はノーマルが1、ファイアーが2、爆弾・ベイビーが4、アイスが0、センサーが8。
ワンヒットマッチ
ノーマルマッチと同じだが、ダメージを受けると即死する。複数のミニゲームを巡回する場合はこのルールとなり、制限時間2分・タマゴの種類制限はない。
4ダースマッチ
補充不可のノーマルエッグ48個を持ってスタート。攻撃がヒットすればポイント加算、体力は無限。時間は5分で、時間切れか全員のタマゴが尽きると終了。
トリトリマッチ
2チーム戦。チームの人数構成は変更可能。それ以外は全てノーマルマッチに準ずる。
チキンマッチ
2チーム戦。鬼（逃げる側）とそれ以外（追う側）に分かれる変則ルール。
鬼は1人のみで、体力無限・タマゴは補充不可のアイスエッグ25個を持ってスタート。攻撃されていない間だけ時間と共にポイント加算（他のプレイヤーが多いと加算スピードが速くなる）。
他の全員がそれ以外のチームとなり、ダメージを受けると即死、タマゴはノーマルエッグ無制限。鬼を攻撃するたびにポイント加算。
キックボール
正方形のフィールドに出現するボールを、自分や相手のゴールに入れてポイントを競う。ボール、黄（+2ポイント）・赤（−1ポイント）・爆弾（相手に当ててしばらく動きを止める）の3種類。光るボールは得点の増減が倍。ポイントはいくら減ってもマイナスにはならない。制限時間は1分。
マヤヤンキックボールでは高得点の、コロシアムキックボールでは低得点の者が勝ち。
ぶっつけカート
正方形のフィールドに出現するツウィンクリーズ（電球）を、カートに乗って集めた数で勝敗を決める。色ごとにポイントが違い、赤が1点、緑が2点、青が3点。制限時間は1分。
リングホッパー
やや広いフィールドに出現するリングを、カズーイを操作してくぐった数で勝負する。これも赤が1点、緑が2点、青が3点なのだが、後者ほどリングが小さい。20秒間有効のターボシューズも使える。制限時間は1分。
バルーンゲーム
飛行状態にて、次々と現れては上昇して消える風船をタマゴで撃った数で競う。赤が1点、緑が2点、青が3点だが後者ほど消滅しやすい。金色のタマゴを使用し、赤いハネも無制限。制限時間は1分。
せんすいかんシューティング
潜水艦を操作して、相手を射撃した数で競う。魚雷を無制限に搭載している。ルールは撃破制・時間制から選択可能。
チョンパのおなか
プレイヤーごとに画面が分割され、「タマゴばきゅーん」のルールで戦う（くちばしスピアーも使用可能）。ただしターゲットはフィールドに出現するばい菌であり、赤が1点、緑が2点、青が3点となる。
ツウィンクリーズ・ゲーム
正方形のフィールドに出現するツウィンクリーズを集める勝負。ポイントは赤が1点、緑が2点、青が3点だが、多く持つほど重量のため動きが鈍くなる上、フィールド上部の集計所に渡さないと得点にはならない。リングホッパーと同じくターボシューズが利用できる。制限時間は1分。
ゴミばこチャレンジ
凹凸の地形をしたフィールドで、次々現れるばい菌をカズーイ単体で倒した数で勝敗を決する。赤が1点、緑が2点、青が3点。直接攻撃しても良いが、ノーマルエッグが無制限に使用可能。制限時間は1分。
みつばちシューティング
蜜蜂に変身して、空を飛びながら互いに針を発射して撃ち合う。針の使用に制限はなく、ルールは撃破制・時間制から選択可能。
タワー DE クイズ
本編に関する様々な問題に答えていくクイズ対決。ルールは早押しで、時間制の場合は制限時間内に取った得点が最も多かったプレイヤーが勝ちになり、ポイント制の場合は決められた点数を先取したプレイヤーが勝ちとなり、敗北となったプレイヤーは一斉にオモリに潰される。正解・誤答により得点が増減し、通常は±2点・他人の誤答後は±1点。通常の問題と映像問題がランダムで出題される。1問ごとに5秒以内に答えなければならない（ボタンを押すとカウントが5秒に戻る）。プレイヤーが足りない場合はコンピューターが参加する。なお、操作するコントローラーで解答するキャラが異なり、1Pはマンボ、2Pはジャムジャー、3Pはバンジョー、4Pはウンバが解答する。

## 主なスタッフ
- Ed Bryan, Will Bryan, Kieran Connell, Salvatore Fileccia
- Steven Hurst, Grant Kirkhope, Paul Machacek, Steve Malpass
- Gregg Mayles, Steve Mayles, David Pashute, Andy Pollington
- Chris Sutherland, Mark Wilson

## 隠し要素
このゲームには普通にゲームを進めていくだけでは遊べない仕掛けが用意されている。
内容は、オープニングで殺害されたボトルズの魂が悪魔となってバンジョーに取り憑き、近くにいる敵キャラクターをコントローラー2で操作可能な、いわば「2人同時プレイ」モードであった。バンジョーを中心として周辺にいる敵キャラクターをレーダーで映し出し、それを見ながらプレイヤー2は敵キャラクターを巧みに操りながらバンジョーの冒険を妨害することができる。妨害するかはプレイヤー2の自由であるため、操作次第では難易度の大幅な上下が可能である。操ることが可能なのは基本的に雑魚キャラクターのみで、ボスがいるフロアでは一時的に悪魔ボトルズは消滅してしまう。例外としてミンジェラやブラウベルダは雑魚ではないが操ってクイズに参加ができる。ただしデバッグが十分に行われてはおらず、なおかつプロアクションリプレイなどを使う必要性がある。
ただし普通にゲームをプレイしていても、前述の「タワー DE クイズ」の解答選択肢にランダムで表示されるキャラクターの顔グラフィックに、この悪魔ボトルズが出てくることはある。